# استپان آتایان
استپان آتایان (روسی: Степан Атаян؛ زادهٔ ۱۳ ژوئیهٔ ۱۹۶۶) یک بازیکن فوتبال ارمنی‌تبار اهل ازبکستان است.

## باشگاهی
از باشگاه‌هایی که در آن بازی کرده‌است می‌توان به باشگاه فوتبال نفتچی فرغانه، و باشگاه فوتبال آترومیتوس اشاره کرد.

## تیم ملی
وی همچنین در تیم ملی فوتبال ازبکستان بازی کرده است.

## زندگی شخصی
وی در سال ۱۹۸۸ ازدواج کرده است و یک دختر به نام «دیانا» (زاده ۱۹۹۰) و یک پسر به نام «آرسن» (زاده ۱۹۹۴) دارد.